# Fled – Flucht nach Plan
Fled – Flucht nach Plan (Fled) ist ein US-amerikanischer Actionfilm von Kevin Hooks aus dem Jahr 1996.

## Handlung
In einem sehr gut bewachten sicheren Haus auf einem Militärstützpunkt wird ein entscheidender Belastungszeuge in einem Prozess gegen die organisierte Kriminalität durch einen im Fastfood versteckten Sprengsatz getötet.
Charles Piper und Mark Dodge sind in einer Justizvollzugsanstalt in Georgia inhaftiert und können sich nicht ausstehen. Dodge ist ein Computerhacker, der 25 Millionen US-Dollar gestohlen hat. Während der Arbeit im Straßenbau werden Piper und Dodge nach einer Schlägerei aneinandergekettet, weshalb sie nach einer Schießerei mit mehreren Toten gemeinsam fliehen. Um in einem Kampf auf der Flucht sein Leben zu retten, bietet Dodge Piper die Hälfte seines Raubes an. Später zwingen sie die zufällig getroffene Cora, sie in ihrem Auto und in ihre Wohnung mitzunehmen. Dort hilft sie ihnen beim Lösen der Handschellen und versorgt sie mit anderer Kleidung. Anschließend macht sich Dodge auf, das Geld zu holen, während Piper Ausrüstung (u. a. eine Waffe) aus einem Schließfach holt und Kontakt mit seinem Auftraggeber aufnimmt.
Der ermittelnde Detective Matthew Gibson hinterfragt, warum der nur zu einer relativ kurzen Strafe verurteilte Dodge entgegen der normalen Gepflogenheiten gemeinsam mit den Schwerverbrechern im Freien arbeiten musste. Sein Chef zwingt ihn jedoch zur Zusammenarbeit mit den Bundesbehörden. Auch wundert sich Gibson später darüber, dass die Gefangenenwächter auch mit Platzpatronen ausgerüstet waren.
Die Flüchtlinge werden nicht nur von den Behörden, sondern auch von der kubanischen Mafia, der das von Dodge gestohlene Geld gehörte, verfolgt. Dodge trifft sich mit einer alten Bekannten, die als Stripperin arbeitet und für ihn die Aufbewahrung des Geldes und einer Diskette mit heruntergeladenen Daten über Finanztransaktionen der Mafia organisieren sollte. Die Männer der Mafia überfallen die Wohnung der Frau, ermorden diese und foltern Dodge, damit er verrät, wo die Diskette versteckt ist. Piper kommt und rettet ihn. Gemeinsam treffen sie sich nun mit einem Freund von Dodge, doch auch dort tauchen die Mafiakiller auf. Schließlich gelingt es ihnen aufgrund eines Hinweises am Motorrad von Dodge und mit der Hilfe von Cora, die Diskette in einem Abstellraum der örtlichen Supercross-Arena zu finden. Am mit dem verantwortlichen US-Marshal Schiller vereinbarten Treffpunkt in der Arena kann Gibson sie vor einer Falle warnen, und es kommt erneut zu einer Schießerei mit den Mafiosi. Schiller hatte sich zuvor mit den Mafiosi getroffen und war auf deren Angebot eingegangen.
In einer Verfolgungsjagd können Dodge und Piper die Mafiakiller und schließlich in einer Seilbahnkabine auch Schiller ausschalten. Auf dem Stone Mountain übergeben sie Gibson die Diskette. Beide werden begnadigt und freigelassen. Dodge erfährt nun auch, dass Piper früher Polizist in New York City war. Die von den Behörden vorbereitete Flucht sollte die Mafiosi in eine Falle locken, lief aber schief. Piper erhält als Belohnung seinen alten Job zurück. Dodge will ihm einen Teil des Mafiageldes geben, was Piper jedoch ablehnt.

## Kritiken
James Berardinelli schrieb auf ReelViews, der Film sei „unerträglich blödsinnig“. Lediglich die „energiegeladene“ Regie von Kevin Hooks und die Leinwandpräsenz von Laurence Fishburne würden den Film „anschaubar“ machen. Stephen Baldwin spiele „angemessen“, Salma Hayek wirke „attraktiv“, jedoch ziehe Fishburne die Aufmerksamkeit an sich.
Roger Ebert bezeichnete den Film in der Chicago Sun-Times vom 19. Juli 1996 als „hirnlos“. Der Film leihe zahlreiche Ideen aus den anderen Filmen und verschleiere das nicht einmal. Ebert kritisierte die Dialoge, lobte aber die Darstellungen von Laurence Fishburne sowie Stephen Baldwin.
Das Lexikon des internationalen Films meinte: „Sowohl Handlungsführung als auch Figurenzeichnung sind von gängigen Klischees geprägt. Lediglich die Schauspieler bringen ein wenig Leben in das sterile Geschehen.“

## Hintergrund
Der Film wurde an verschiedenen Drehorten in Georgia (darunter in Atlanta), in Tennessee und in Kalifornien gedreht. Er spielte weltweit in den Kinos ca. 19,9 Millionen US-Dollar ein, darunter ca. 17,1 Millionen US-Dollar in den USA.
Im März 2013 wurde der Film von der FSK neu geprüft und ungekürzt ab 16 freigegeben.